# Pimelimyia
Pimelimyia is een geslacht van vliegen (Brachycera) uit de familie van de sluipvliegen (Tachinidae). De wetenschappelijke naam van het geslacht is voor het eerst geldig gepubliceerd in 1949 door Louis Mesnil.

## Soorten
De volgende soorten zijn bij het geslacht ingedeeld:
- Pimelimyia grossa Mesnil, 1959
- Pimelimyia insularis (Villeneuve, 1915)
- Pimelimyia natalensis (Curran, 1927
- Pimelimyia rufina (Curran, 1927)
- Pimelimyia rufula (Villeneuve, 1943)
- Pimelimyia russata (Villeneuve, 1943)
- Pimelimyia semitestacea (Villeneuve, 1916)